# Nerlens Noel

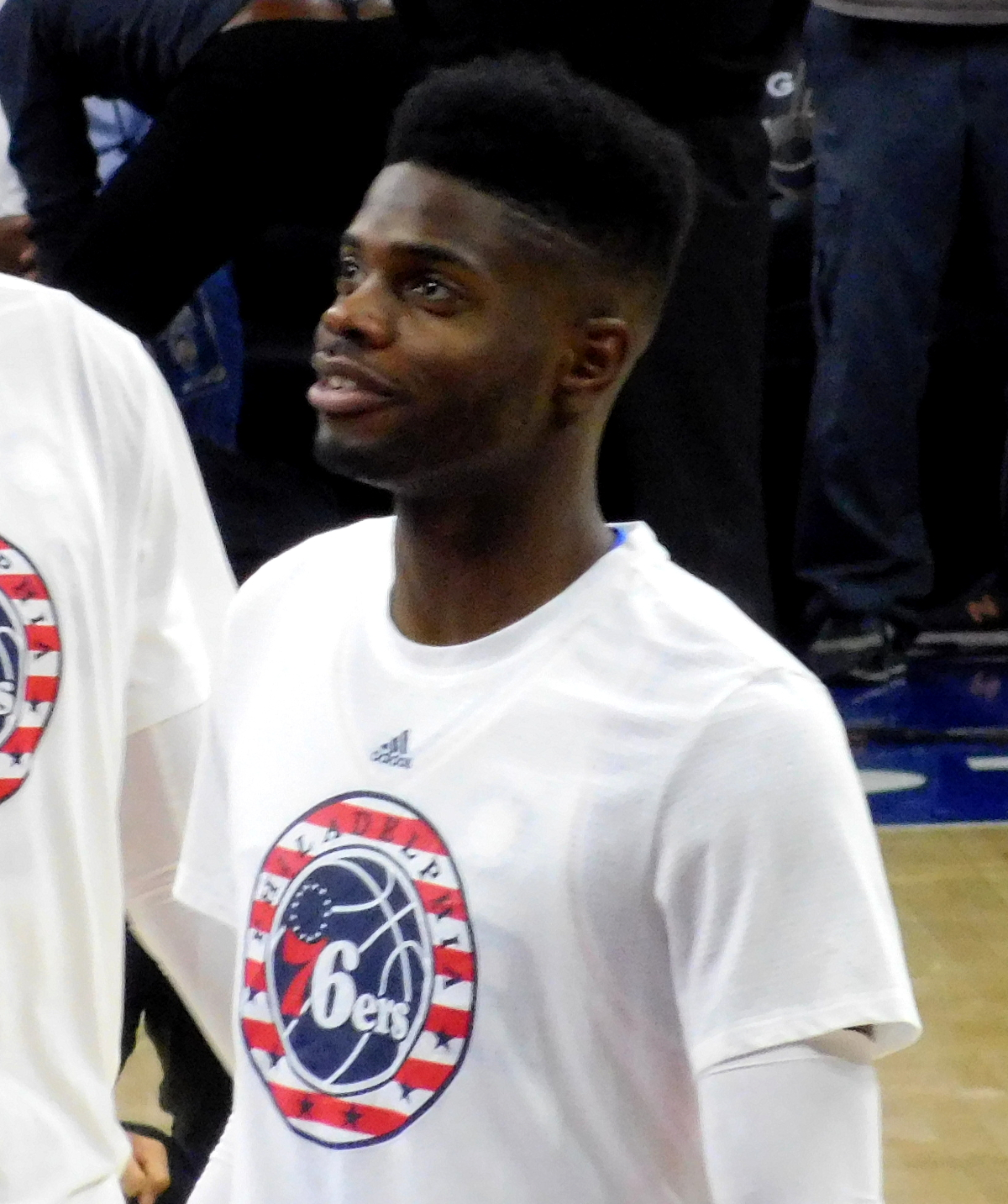
Nerlens Noel i Philadelphia 76ers 2015

Nerlens Noel, född 10 april 1994 i Malden i Massachusetts, är en amerikansk basketspelare som spelar för Detroit Pistons.
Noel gick i skola vid University of Kentucky och spelade för Kentucky Wildcats. Han spelar som center och power forward. Nerlens hade inledningsvis nummer 3 i Oklahoma City, men efter att Russell Westbrook och Paul George lämnade laget, och med Chris Paul som nyvärvning i OKC, så bytte Noel nummer från 3 till 9 för säsongen '19-20.

## Klubbar
- Philadelphia 76ers (2013–2017)
- Dallas Mavericks (2017–2018)
- Oklahoma City Thunder (2018–2020)
- New York Knicks (2020–)